# روبرت كارل
روبرت كارل (بالإنجليزية: Robert Carl)‏ هو صحفي وملحن أمريكي، ولد في 12 يوليو 1954.

## وصلات خارجية
- روبرت كارل على موقع ميوزك برينز (الإنجليزية)